# ジョー・キーリー
ジョー・キーリー（Joe Keery、1992年4月24日 - ）は、アメリカ合衆国出身の俳優、ミュージシャン。本名：Joseph David Keery 。 
Netflix配信のSFホラーシリーズ『ストレンジャー・シングス 未知の世界』でスティーブ・ハリントンを演じた。また、アメリカ合衆国のサイケデリック・ロックバンド：ポストアニマルの元メンバー。

## 生い立ち
1992年4月24日にマサチューセッツ州ニューベリーポートで、建築家のデイビッドと英語の教授であるニナ・キーリーのもとに生まれた 。 5人の子供のうちの2人目であり、他の姉妹キャロライン、リジー、ケイト、およびエマと一緒に育った。
ニューベリーポートで育ち、地元のモンテッソーリ教育を行う小中一貫校のRiver Valley Charter SchoolとNewburyport High Schoolに通った。若い頃に、Maudslay州立公園での舞台芸術キャンプであるTheater in the Openに参加した。最終的には高校で演技を始めたが、当初は姉に言われるがまま演技をしていた。 
デポール大学のThe Theatre Schoolで学び、2014年に演劇学士号BFAを取得して卒業した。 

## キャリア

### 俳優
デポール大学を卒業した後、100以上のオーディションを受けた。 『ストレンジャー・シングス 未知の世界』でのスティーブ役で知られる前は、KFCやDomino's、AmiiboのCMに出演し、『Empire 成功の代償』と『シカゴ・ファイアー』で役を得たぐらいであった。  初めてフルで出演することが出来た映画は、Stephen Coneによるインディーズ映画『Henry Gamble's Birthday Party』。 
2015年後半、『ストレンジャー・シングス 未知の世界』に出演。 最初、ジョナサン役のオーディションを受けたが、後に演じることになったキャラクターであるスティーブ役のテープを送った。 第1シーズンは、2016年7月15日にNetflixで配信された。当初はレギュラーではなかったが、2017年10月27日に配信された第2シーズンではレギュラーに昇格した。 2019年7月4日に配信された第3シーズンで、再びスティーブを演じた。 
『ストレンジャー・シングス 未知の世界』に出演して以来、2020年の風刺映画『Spree』での主演を含む、いくつかの独立系映画にも出演したり、2021年公開のアクションコメディー映画『フリー・ガイ』に出演する。

### 音楽
俳優業の傍ら、ミュージシャンもこなす。シカゴを拠点とするガレージとサイコロックバンドPost Animalのギタリストの1人。 デビューアルバムは2015年10月にリリースされた。 2番目のアルバム「When I Think Of You In A Castle」は2018年4月にリリースされ、ギター演奏のみならずボーカルとしても貢献している。 ただし、2019年以降は、バンドのツアーメンバーではなくなった。
2019年7月19日、シングル「Roddy」を別名義Djoというソロアーティストとしてセルフリリースした。 2019年8月9日には、「Chateau（Feel Alright）」というタイトルのセカンドシングルを同じ名義でリリースした。 2019年9月13日、Djoのデビューアルバム「Twenty Twenty」をリリースした。
20代前半、「Cool Cool Cool」という名義で音楽をリリースしたことがある。

## フィルモグラフィー

### 映画
| 公開年 | 邦題 原題                     | 役名             | 備考     |
| ------ | ----------------------------- | ---------------- | -------- |
| 2015   | Henry Gamble's Birthday Party | Gabe             |          |
| 2016   | The Charnel House             | Scott            |          |
| 2017   | モリーズ・ゲーム Molly's Game | コール           |          |
| 2018   | After Everything              | Chris            |          |
| 2018   | Slice                         | Jackson          |          |
| 2019   | How to Be Alone               | Jack             | 短編映画 |
| 2020   | スプリー Spree                | カート・カンクル |          |
| 2021   | フリー・ガイ Free Guy         | キーズ           |          |

### テレビ
| 年           | 題名                                | 役割                   | 備考                                                         |
| ------------ | ----------------------------------- | ---------------------- | ------------------------------------------------------------ |
| 2015年       | Sirens                              | Scenester              | エピソード：「Screw the One Percent」                        |
| 2015年       | シカゴ・ファイアー                  | Emmett                 | 2エピソード                                                  |
| 2015年       | Empire 成功の代償                   | Tony Tricher III       | エピソード：「Who I Am」                                     |
| 2016年〜現在 | ストレンジャー・シングス 未知の世界 | スティーブ・ハリントン | 定期的な出演（シーズン1） レギュラー出演（シーズン2 - 現在） |
| 2019年       | No Activity                         |                        | エピソード：「Oops Sorry」                                   |
| 2023年       | ファーゴ Fargo                      | ゲイター・ティルマン   | シーズン5 メイン                                             |

## 賞とノミネート
| 年   | 賞                 | カテゴリー                       | ノミネート作品                      | 結果       |
| ---- | ------------------ | -------------------------------- | ----------------------------------- | ---------- |
| 2017 | 全米映画俳優組合賞 | アンサンブル賞（ドラマシリーズ） | ストレンジャー・シングス 未知の世界 | 受賞       |
| 2018 | 全米映画俳優組合賞 | アンサンブル賞（ドラマシリーズ） | ストレンジャー・シングス 未知の世界 | ノミネート |